# Сомхетски хребет
Сомхетският хребет (на грузински: ლოქის ქედი; на арменски: Վիրահայոց լեռներ; на руски: Сомхетский хребет) е планински хребет, част от системата на Малък Кавказ.
Простира се на 75 километра от запад на изток, като северните му склонове са на територията на Южна Грузия, а южните му склонове – на територията на Северна Армения. На запад се свързва с Джавахетския хребет, а на изток завършва при завоя на река Дебед (десен приток на Храми, от басейна на Кура) при сгт Айрум. Северните му склонове се спускат към долината на река Машавера (десен приток на Храми), югоизточните – към проломната долина на река Дебед, а югозападните – към долината на река Дзорагет (лява съставяща на Дебед). Максимална височина връх Лалвар 2543 m, (41°09′11″ с. ш. 44°34′51″ и. д. / 41.153056° с. ш. 44.580833° и. д.), издигащ се в източната му част, на 7 км северно от град Алаверди Северна Армения. Изграден е от базалти, андезити, пясъчници и варовици, пронизани от гранитни интрузии. Северните и източните му склонове са обрасли с гори, а южните и югозападните са голи, покрити с планински степи и редки ксерофитни храсти. В южното му подножие, в района на град Алаверди има находище на медна руда. По северното му грузинско подножие са разположени градовете Дманиси и Болниси и сгт Шаумяни, а по южното арменско подножие – градовете Ташир и Алаверди и сгт Шамлуг, Ахтала и Айрум. В средната му ниска част, на границата между Армения и Грузия се пресича от проходите Локски (1848 м) и Вълчи Врати (1787 m).

## Топографска карта
- К-38-XХVІІ М 1:200000[2]